# پیرچوپان
پیرچوپان یکی از روستاهای استان آذربایجان شرقی است که در دهستان شیرامین بخش حومه واقع شده‌است. این روستا ۲۶۹ نفر جمعیت دارد.